# 相撲
相撲（日语：／ sumō）是日本傳統的神道儀式與体术，由兩名力士裸露上身，互相角力。由神道的占卜神事發展而成，作为专业竞技项目，則稱為大相撲。相撲是日本的国技和国際性的武术性、格斗性和体育运动。

## 歷史
相撲是基於日本固有的宗教神道的神事發展而成。起源非常古老，古墳時代的埴輪・須惠器上已有描寫相撲的様子。《古事記》中的神代（日本神話），描寫建御雷神和出雲的建御名方神之間的「力競」，被視為相撲的起源。
《日本書紀》中，最古老的力士之間的格鬥是垂仁天皇7年（紀元前23年），野見宿禰和當麻蹴速的「捔力」，此「捔力」也被視為柔道的起源，宿禰・蹶速作為相撲的始祖受到祭祀。
现在世界上同樣形態的格斗项目有蒙古的蒙古式摔跤（搏克），韓半岛的韓式摔跤、冲绳的琉球式摔跤和滿洲的布庫，以及台灣原住民阿美族、卑南族的相撲等，中国古典名著《水浒》的梁山第二号领导卢俊义的保镖随从燕青即摔跤高手。

### 竞赛规则

#### 比赛规则
相扑比赛的形式是，在直径为4.55米（15尺）的圆形或四角形的土俵中，由两个人围在一起，决出胜负。
判定胜负的规则有三种，即从土俵中跌出、脚底以外沾到地面、犯规。其胜负的判定由行司（在业余相扑中称为主审）进行。
在相扑的较量，是与力士的年龄、身高、体重无关的。
而在比赛开始前，相扑手的立合的位置也是很重要的。
双方从握拳的状态开始互相对视，直到双方同时站起来，比赛便宣布开始。虽然相扑一般都是正面交锋，但也并非一定要如此。
这是日本独有的方法，其开始仅由双方的默认协议决定。在共同产生气势的瞬间站起来，这才是本来的形式。而相扑协会也不像一般的运动，例如拳击那样会敲钟宣布开始，而只是做记录确认比赛开始而已。但是，现实中也会设置站立的时间限制。
据说这项仪式是由江户时代的元禄大相扑力士镜山仲右卫门发起的。而从明治、大正、昭和时代的照片中可以看出，相扑是没有站立距离的限制的，从头碰头的状态开始的情况也很多。

#### 胜利的确定
因为让对方的身体中脚掌以外的部分接触摔大地便是胜利的缘故。所以相扑手会做出任何规则允许的行为，例如拉对方的手掌，或试用背摔。极端的情况下，即使对方的头发落到了地上，也可以在那个时间点上决定对方的输赢。
而把对方扔出场外的情况。对手的身体的一部分到达场外的地面的时候就可以确定胜负。
除了日本的相扑以外，在膝盖等身体的某个部位着地的时候就会输的以组技为中心的没有卧技的格斗技有buff、摔跤、塞内加尔相扑等很多。但是，即使把离开赛场视为犯规，也很少有人会当场承认自己输了。因此，相扑既容易分出胜负，又很敏感。不采用体重制也能分出胜负的原因之一也在于此。

## 大相撲
高級力士（或稱幕内力士）分為五个等級：
- 横纲（ 最高等級）
- 大关
- 關脇
- 小结
- 前头

再次級的是（十兩等級稱為平幕力士或關取）：
- 十兩 
- 幕下 
- 三段 
- 序二段 （じょにだん）
- 序之口 （じょのくち）

## 薪水
幕內力士每月薪資（日元）：
- 横纲：2,820,000
- 大關：2,347,000
- 三役（關脇,小結）：1,693,000
- 前头：1,309,000
- 十兩：1,036,000

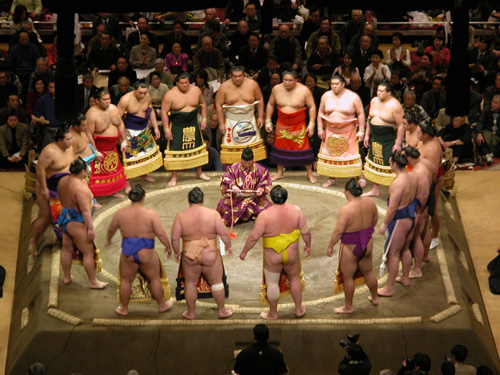
幕內力士

十兩以下沒有日本相撲協會支薪，只有所屬相撲部屋在本場所和巡業時提供的津貼(平時只提供衣食住)。

## 台灣相撲協會
台灣相撲協會又名中華民國相撲協會，成立於2001年，分別由周育仁教授、前十兩力士劉朝惠、謝尚廷醫師擔任過理事長，現任為李明峻教授擔任。會址位於台北市大安區，曾在台灣舉辦過2014年、2018年世界盃相撲大賽。

## 相關作品
- 《五個相撲的少年》：1992年上映的一部关于大学生相扑比赛的电影，由周防正行自监自编自导。
- 《相扑女孩（日语：土俵ガール!）》：由森雅弘执导，佐佐木希、宇尾刚士等人主演的日本现代电视连续剧。
- 《相扑绘》：歌川国芳绘制的关于相扑力士的浮世绘作品。
- 《火之丸相撲》：2018年動畫、原作川田、由漫畫改編成動畫、現今以完結。
- 《快打旋風系列》：當中角色E.本田（日语：エドモンド本田）使用相撲技巧進行戰鬥。
- 《相撲聖域》（日語：サンクチュアリ -聖域-），是一部2023年日本運動電視劇，由江口幹開發，一之瀨亙、瀧正則、忽那汐里和染谷將太主演。故事環繞一名前柔道選手為了賺錢而誤打誤撞成為相撲力士的經歷。該劇於2023年5月4日在Netflix上首播。

## 外部連結
- 国際相撲連盟 （页面存档备份，存于） （英文）
- 日本相撲協会 (大相撲) （页面存档备份，存于） （日語）
- 日本相撲連盟 （页面存档备份，存于） （日語）
- 吉田司家公認一味清風会 （页面存档备份，存于）
- 日本ビーチ相撲連盟 （页面存档备份，存于）
- 香港相撲協會 （页面存档备份，存于）
- 中華民國相撲協會 （页面存档备份，存于）
- 日本相撲史概略